# Литературно-мемориальный музей Ф. М. Достоевского
Литературно-мемориальный музей Ф. М. Достоевского — один из шести российских музеев Фёдора Михайловича Достоевского, расположенный в Санкт-Петербурге, в доме в Кузнечном переулке, где писатель сначала прожил короткое время в 1846 году, а потом провёл последние годы своей жизни — с 5 октября [17 октября] 1878, и до своей смерти 28 января [9 февраля] 1881. Музей основан в 1971 году, к 150-летию со дня рождения Достоевского. Он включает в себя постоянную экспозицию, состоящую из двух частей — мемориальной квартиры и литературной экспозиции, а также выставочные залы и театр музея. Планируется строительство нового корпуса музея по соседству с существующим зданием.

## История

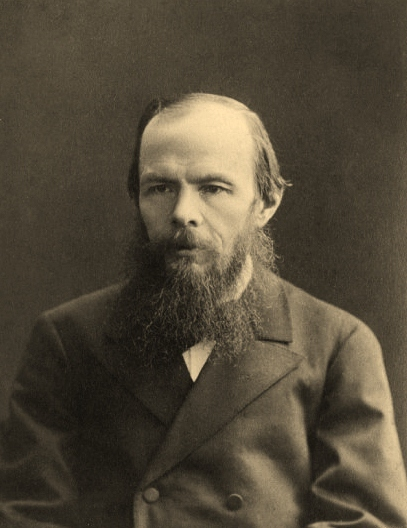
Ф. М. Достоевский в 1879 году

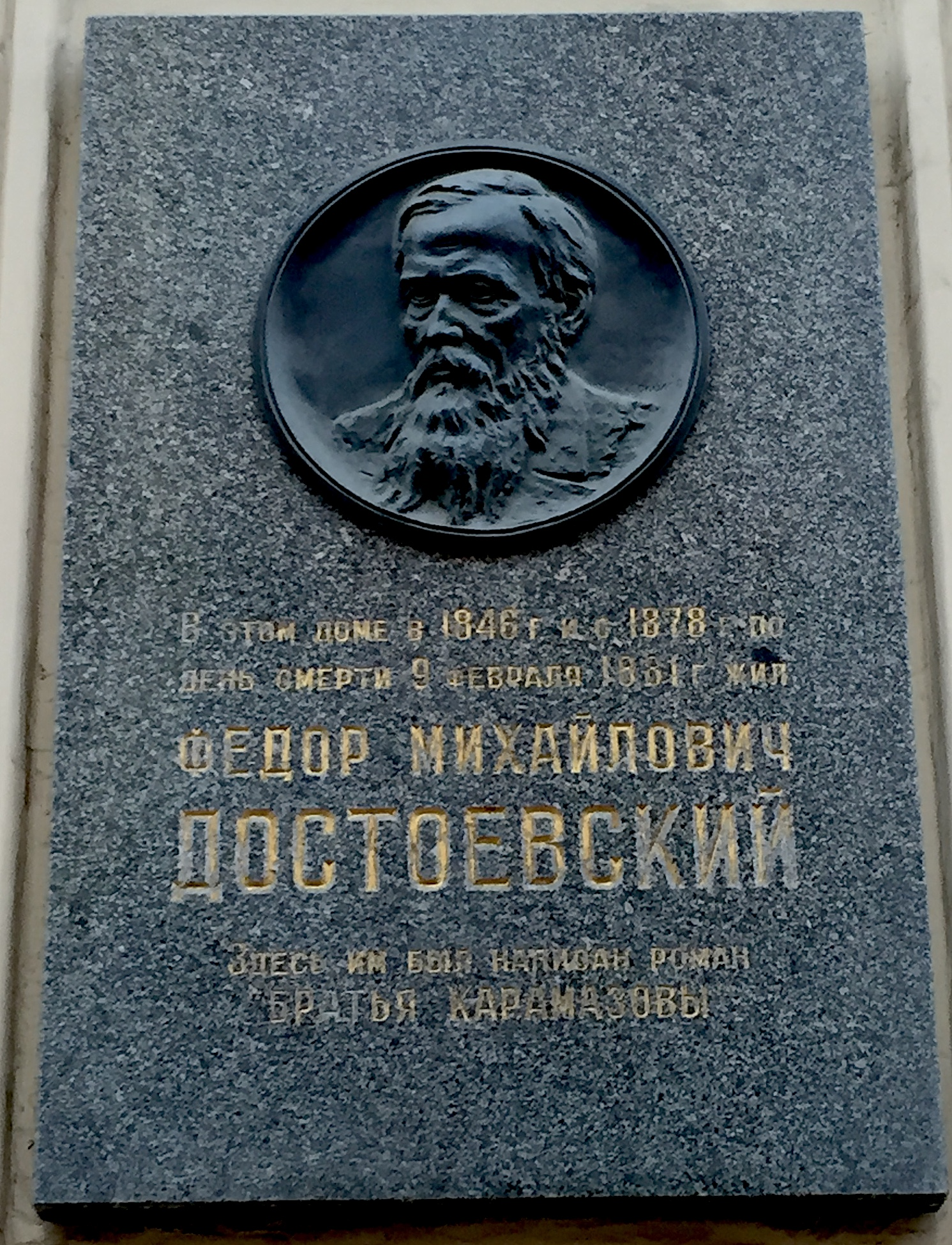
Мемориальная доска на входе

Жизнь и творчество Достоевского в значительной степени связаны с Санкт-Петербургом, поскольку в нём писатель прожил значительную часть жизни, и в нём же происходит действие многих его произведений. Дом, в котором сейчас расположен музей, является далеко не единственным петербургским адресом, фигурирующим в биографии Достоевского. Однако при создании музея выбор пал именно на него, поскольку в этом доме писатель прожил последние годы жизни, и там же был написан его последний роман «Братья Карамазовы», а также речь о Пушкине.
Дом № 5 по Кузнечному переулку, на углу его с улицей Достоевского (при жизни писателя называлась Гребецкая, а затем Ямская) — доходный дом, который был построен в первой половине XIX века (точный год постройки неизвестен) по проекту архитектора С. Пономарёва, а в 1882 году был частично перестроен по проекту архитектора Василия фон Витта. Изначально (когда Достоевский короткое время прожил там в 1846 году) дом принадлежал купцам Кучиным, а затем, в последние годы жизни писателя, — купчихе Розалии-Анне Клинкстрем.
Впервые о необходимости увековечения памяти писателя как минимум в виде мемориальной доски на фасаде дома говорилось ещё до революции. В частности, с такой инициативой выступала вдова писателя Анна Достоевская, которая в 1917 году покинула Петроград, при отъезде сдав на хранение на склад находившиеся в доме вещи, многие из которых впоследствии пропали, и судьба их до настоящего времени неизвестна. В советской идеологии отношение к писателю, по причине его общественно-политических взглядов, длительное время оставалось негативным, но к 1960-м годам изменилось в лучшую сторону. В 1956 году на фасаде дома в Кузнечном переулке была размещена мемориальная доска, а к созданию мемориального музея Достоевского приступили только в 1968 году, когда начался капитальный ремонт дома. Активным инициатором создания музея был художник Георгий Пионтек, разработавший для него концепцию экспозиции. Непосредственно под выставку была отдана квартира, в которой писатель жил, а ещё три квартиры были отданы для фондов музея и проведения временных выставок. Значительный вклад в создание музея внёс внук писателя Андрей Фёдорович Достоевский — собранная им коллекция стала основой экспозиции. Также часть предметов музею отдала его внучатая племянница Мария Савостьянова. Но большинство сохранившихся личных вещей писателя к тому моменту уже находилось в московском музее Достоевского, и квартира была реконструирована по архивным планам дома и воспоминаниям современников. 11 ноября 1971 года, в день 150-летия со дня рождения писателя, музей открылся. Первым директором музея стал Борис Федоренко.

## Экспозиция
Экспозиция музея разделена на две основные части. Первая — это мемориальная квартира Достоевского с приблизительно воссозданной обстановкой, в которой жил писатель. Вторая — это литературная экспозиция, расположенная в залах напротив мемориальной квартиры. Разделение экспозиции на эти две части отражено в названии музея — «Литературно-мемориальный». Принципиальное отличие двух частей заключается в том, что мемориальная квартира в целом остаётся неизменной, а литературная экспозиция, как не призванная статично отражать какую-либо обстановку, периодически подвергается изменениям. Существующая сейчас литературная экспозиция является уже третьей по счёту за время существования музея, и открылась 9 февраля 2009 года.
Квартира наша состояла из шести комнат, громадной кладовой для книг, передней и кухни и находилась во втором этаже. Семь окон выходили на Кузнечный переулокиз воспоминаний Анны Достоевской
Мемориальная квартира Достоевского состоит из семи помещений: кабинет Достоевского, гостиная, столовая, комната Анны Григорьевны (жены Достоевского), детская, умывальная и прихожая. Обстановка в квартире воссоздавалась при помощи архивных планов дома и воспоминаний современников. Источником для реконструкции кабинета Достоевского стала фотография, сделанная петербургским фотографом Вольдемаром Таубе в 1881 году после смерти писателя, в связи с чем экспозицию кабинета можно считать наиболее близкой к исторической действительности. В этом кабинете Достоевский умер в 1881 году. Одним из экспонатов, размещённых здесь, являются часы, принадлежавшие младшему брату писателя Андрею Достоевскому; они стоят на столике у окна и постоянно показывают время смерти писателя. У стены кабинета стоит стол с мемориальными предметами: на нём лежат перьевая ручка, коробочка из-под лекарства и кошелёк, стоят подсвечники. Также на столе лежат страницы литературного журнала «Дневник писателя», единственным автором которого был Достоевский, роман «Братья Карамазовы», а также открытый роман Пушкина «Евгений Онегин». По соседству с письменным столом стоит книжный шкаф с личной библиотекой Достоевского, которая воссоздаётся по спискам книг, составленным его женой Анной. В углу кабинета на стене висит икона Богородицы «Всех Скорбящих Радость» в серебряном окладе с лампадой перед ней.
В гостиной мемориальной квартиры стоит резная деревянная мебель XIX века, обстановка приблизительно воссоздана по воспоминаниям жены. Стены покрыты зелёными обоями. В столовой хранится несколько подлинных вещей, принадлежавших семье Достоевских — вазы, графин, серебряный колокольчик и серебряная ложка с монограммой Достоевского. Также в столовой стоит мебель — стол, стулья, шкафы с посудой. На стенах висят фотографии родственников писателя, а на столике у окон — портреты его братьев и сестёр. В комнате Анны Григорьевны — мебель, собранная в приблизительном соответствии с её воспоминаниями. Там же стоит фотография самого Достоевского, подаренная жене писателем, с его личной подписью. Детская комната также обставлена вещами в соответствии с описаниями, без подлинных предметов семьи. Ещё два помещения мемориальной квартиры — умывальная и прихожая. Примечательный экспонат прихожей — подлинная фетровая шляпа, принадлежавшая Достоевскому. К входной двери квартиры с наружной стороны прибита табличка с надписью «Ѳедоръ Михайловичъ Достоевскій», имитирующая ту, которая находилась там при жизни писателя.

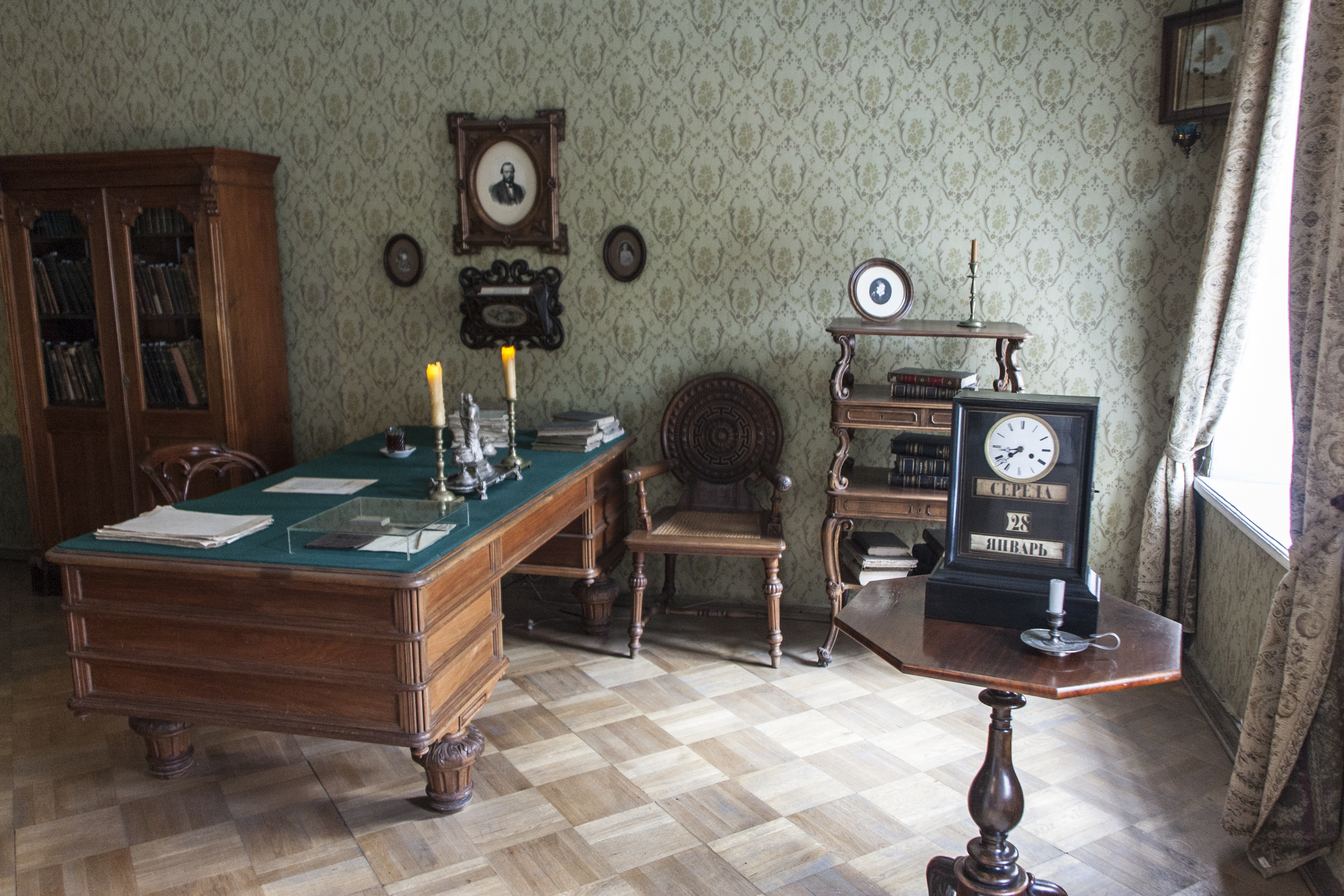
Кабинет. Часы, показывающие время смерти Достоевского
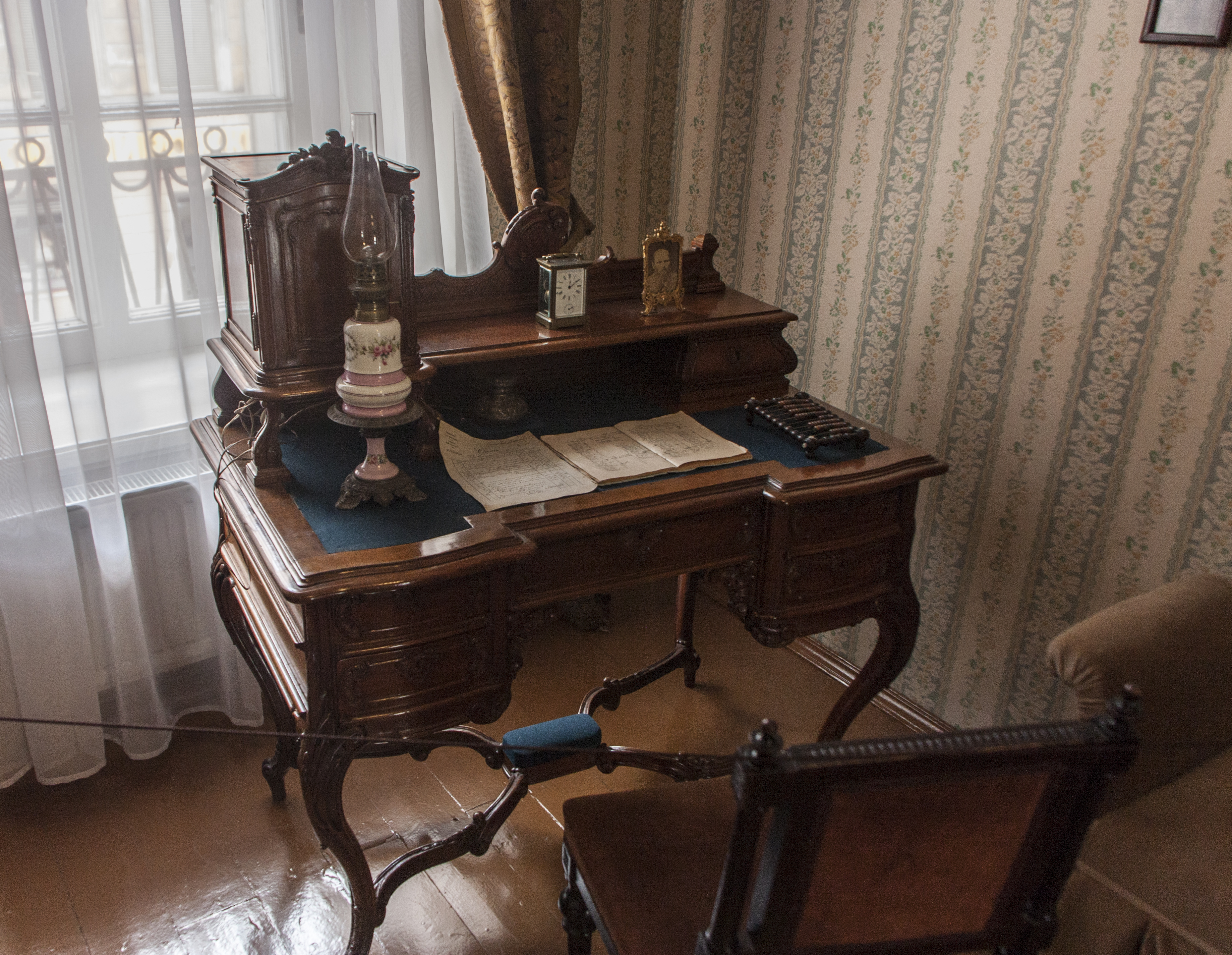
Комната Анны Григорьевны
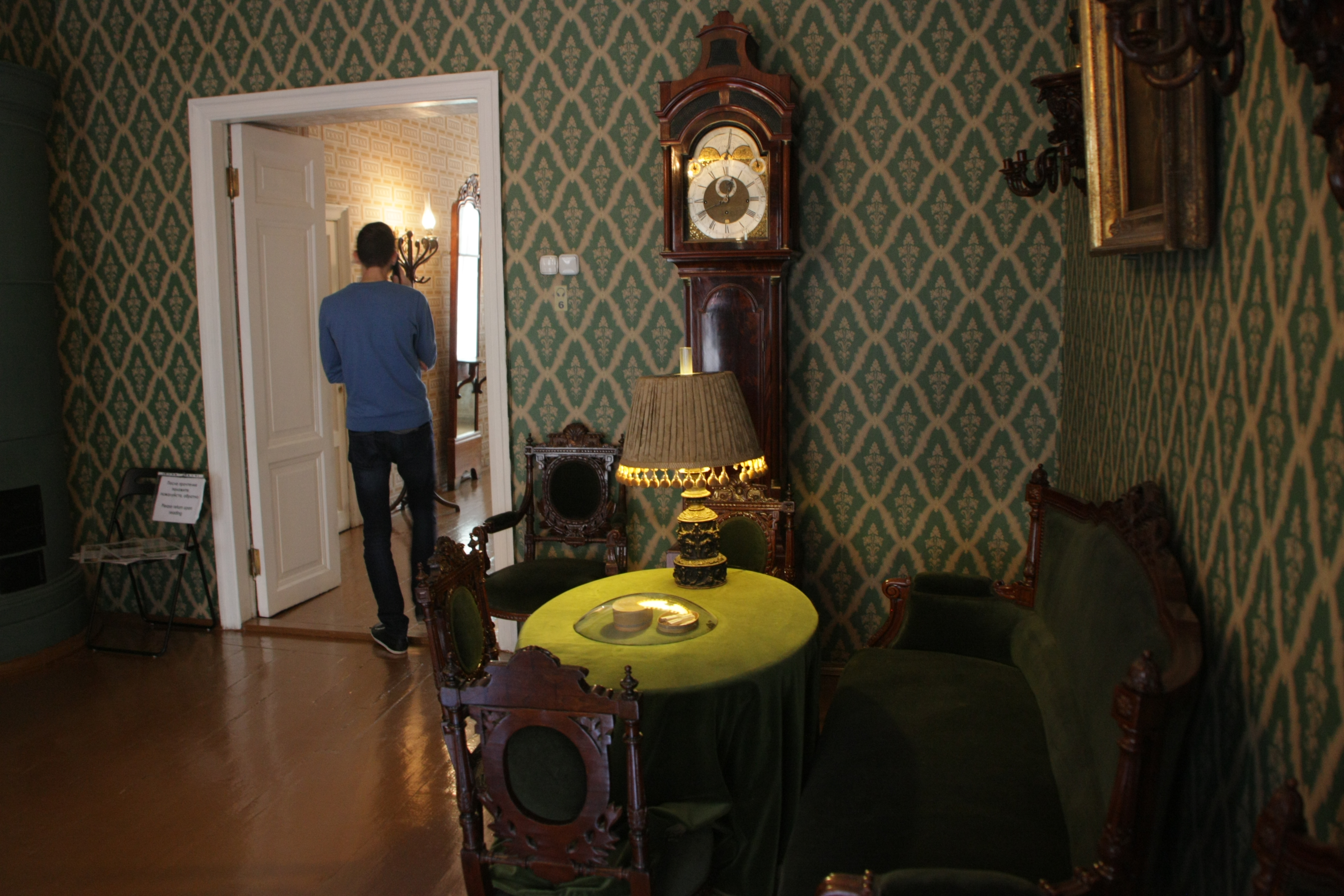
Гостиная
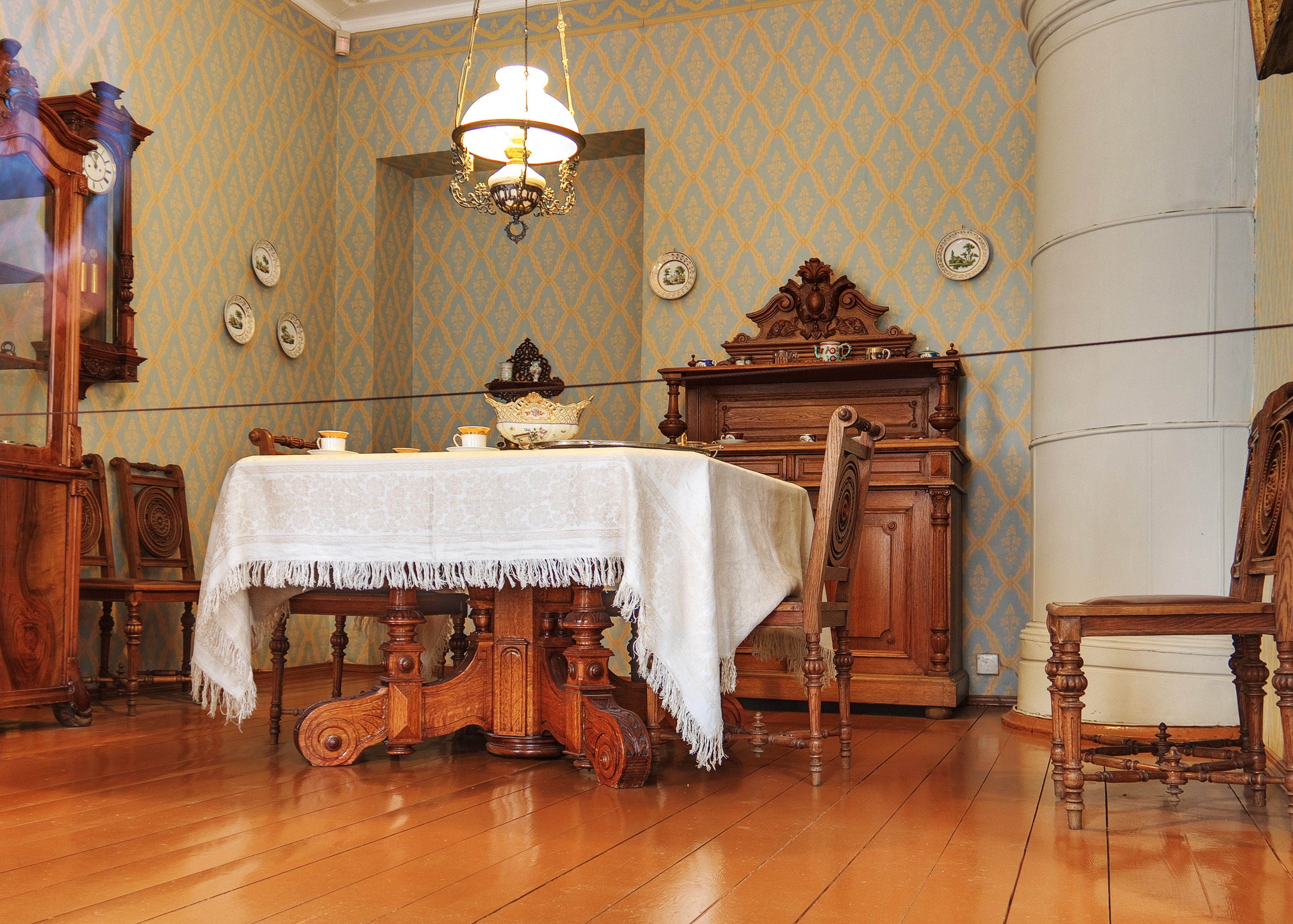
Столовая
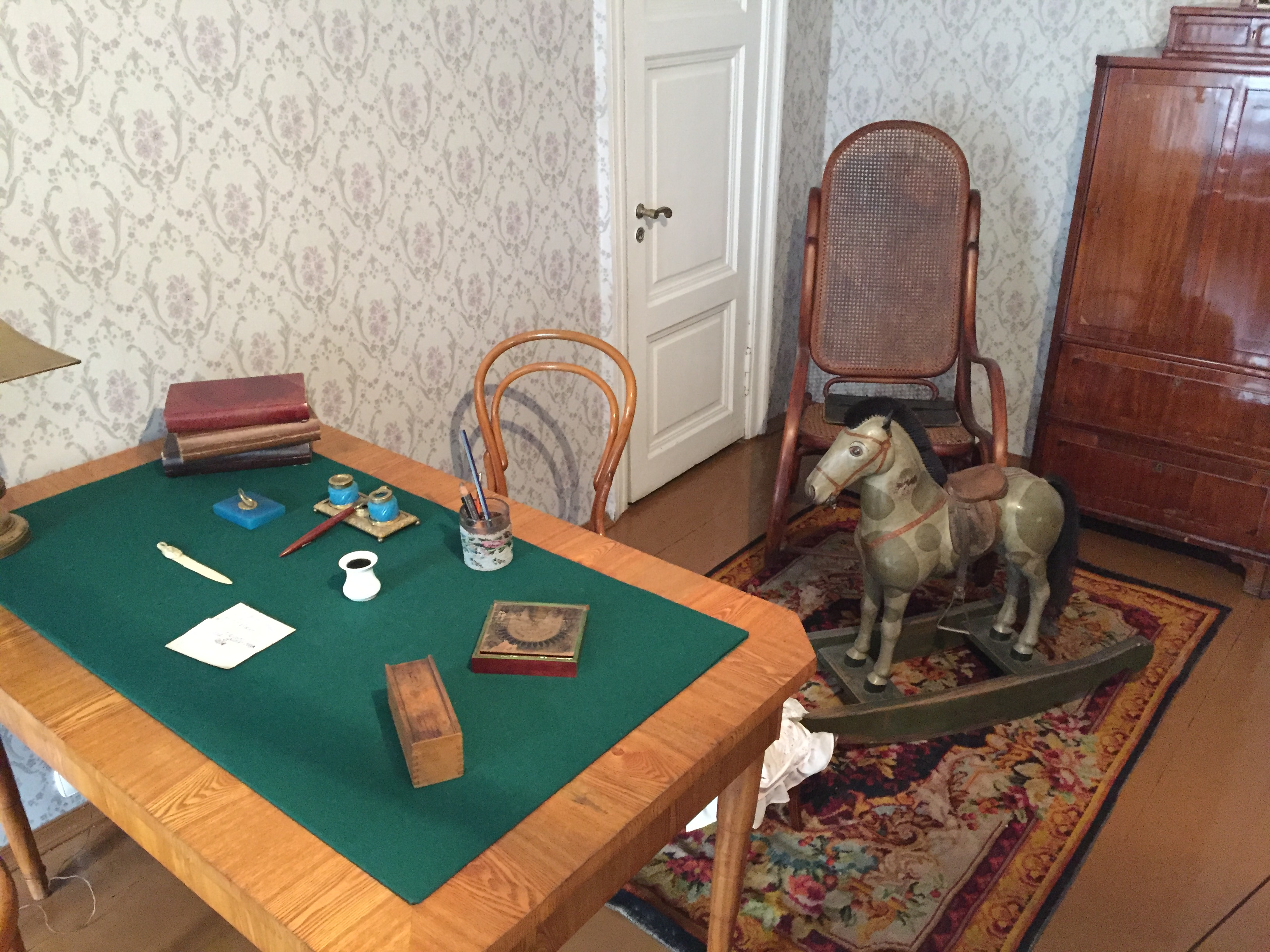
Детская
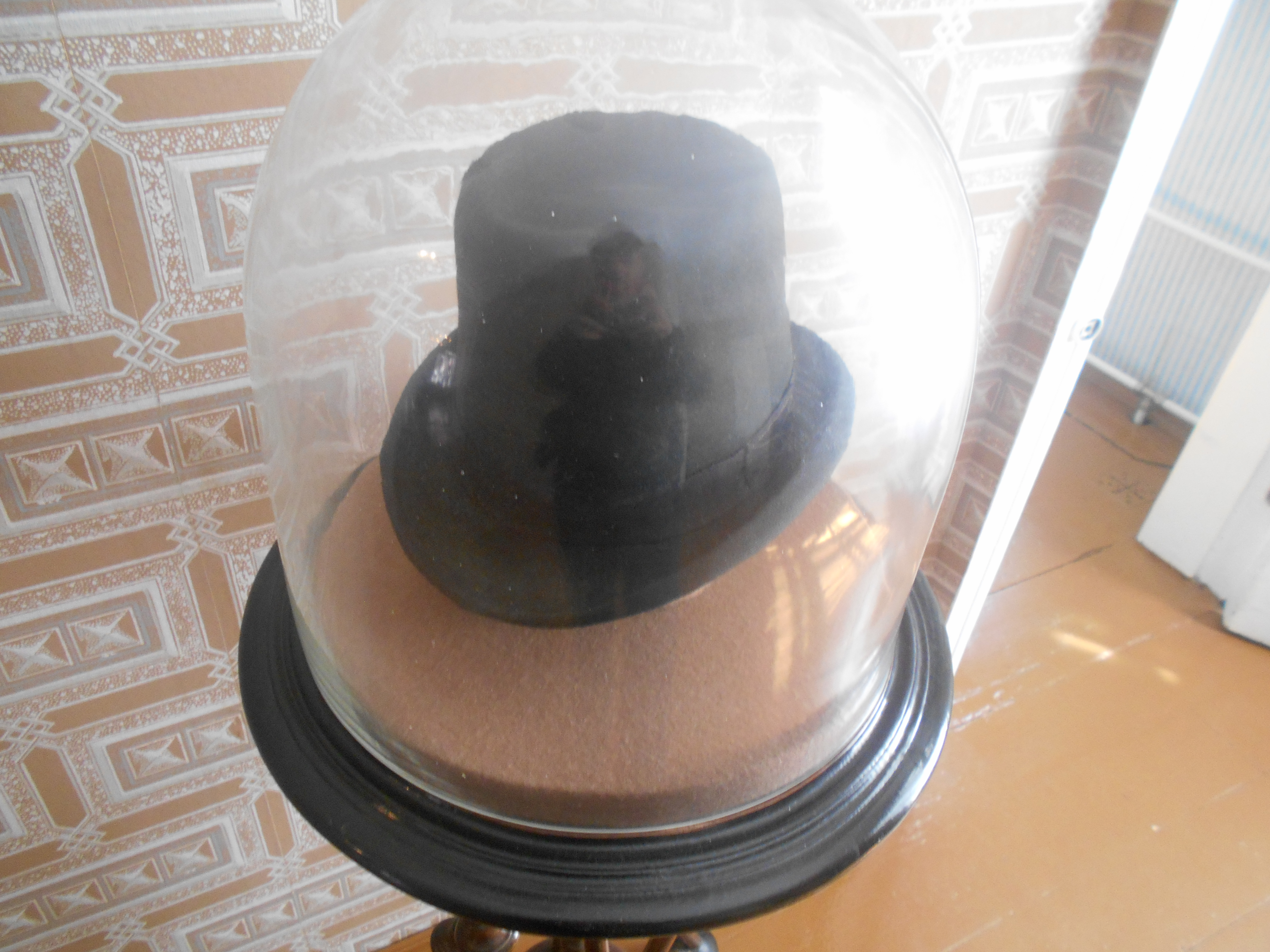
Шляпа Достоевского в прихожей

Литературная экспозиция музея расположена в соседней квартире, напротив мемориальной. Она посвящена жизни и творчеству писателя. Действующая на данный момент экспозиция является третьей по счёту и действует с 2009 года. Экспозиция оформлена в тёмных тонах, что, по замыслу её составителей, усиливает атмосферу Петербурга Достоевского. Она разделена авторами на три уровня. Первый из них демонстрирует свидетельства жизни писателя — его личные вещи, фотографии, портреты изображения мест, связанных с его жизнью, исторические документы того времени. Экспонаты здесь размещены в «световых коробках» за стеклом, что подчёркивает личный характер выставленных предметов. Второй уровень демонстрирует экспонаты, связанные с творчеством писателя. А третий рассказывает о местах, связанных с его жизнью и творчеством, при помощи современных технических средств.
Помимо экспозиции, музей располагает обширными фондами. Они содержат около 2 тысяч иллюстраций к произведениям Достоевского, 117 экземпляров прижизненных изданий, 272 рукописи. Научная библиотека музея насчитывает порядка 24 тысяч книг. Коллекция музея постоянно пополняется. Среди наиболее примечательных предметов, хранящихся в фондах музея, выделяются мемориальные предметы, принадлежавшие самому Достоевскому и его семье (шляпа и перьевая ручка писателя, обручальное кольцо его жены Анны, цветы и лавровые листья с гроба Достоевского), а также произведения искусства, посвящённые Достоевскому и его творчеству: портрет и бюст писателя работы Эрнста Неизвестного, его же иллюстрации к роману «Преступление и наказание», статуэтки «Алёша Карамазов» и «Мышкин» работы Гавриила Гликмана.

## Современность и перспективы

### Деятельность музея
Должность директора музея в данный момент занимает Наталья Ашимбаева. Также в штат музея входит три заместителя директора, главный хранитель и шесть научных сотрудников.
Музей осуществляет научную литературоведческую деятельность по теме творчества Достоевского и его влияния на литературные традиции. Ежегодно музей проводит международную научную конференцию «Достоевский и мировая культура».
Музей проводит для посетителей экскурсии — общие обзорные, а также специализированные для детей. Кроме того, на базе музея проводятся экскурсии по Петербургу с тремя маршрутами: по следам героев романа «Преступление и наказание», «Владимирская площадь и её окрестности в жизни и творчестве Достоевского» и «Достоевский на Невском». В экспозиционных помещениях периодически проводятся временные выставки — преимущественно, посвящённые самому Достоевскому. К примеру, в конце 2013 и начале 2014 года действовала выставка театрального костюма «Карнавал героев Достоевского», где экспонировались костюмы героев произведений Достоевского из спектаклей театра музея. В 2016 году музей демонстрировал выставку «Перерыть все вопросы в этом романе», приуроченная к 150-летию романа «Преступление и наказание». В конце того же года проводилась выставка «Любить Достоевского. Фёдор и Анна», посвящённая браку Достоевского с его женой Анной. Особенно примечательным экспонатом этой выставки было обручальное кольцо, принадлежавшее Анне. В ноябре-декабре 2017 года — выставка «Фантастические миры Достоевского», приуроченная к 140-летию рассказа «Сон смешного человека». Также часть выставок посвящена и смежным с самим Достоевским темам — к примеру, писателям, на которых повлияло творчество Достоевского. Так в 2013 году музей представил выставку, посвящённую Даниилу Хармсу «Случаи и вещи. Даниил Хармс и его окружение». А в 2014 году — выставку «Солженицын и Достоевский. Скрещения судеб и творчества», которая осветила параллели в биографии и творческом пути двух писателей разных столетий.
При музее действует театр, ставящий спектакли по произведениям Достоевского. С 1997 года при музее действует общественная организация «Санкт-Петербургский общественный благотворительный фонд друзей Музея Достоевского», членами которой являются организации, вносящие тот или иной вклад в деятельность музея, в его поддержку и развитие. Музей сотрудничает с Международным Обществом Достоевского.

### Планы строительства нового корпуса
В 2015 году появились планы строительства для музея Достоевского нового здания. Предполагается построить его по соседству с существующим зданием, в пространстве между ним и домом № 9 по Кузнечному переулку, который занимает экономический университет. К 2017 году был разработан проект будущего здания, а в 2016 году Правительство Санкт-Петербурга поддержало выделение Фонду поддержки и развития музея Достоевского участка земли под новый корпус. Здание будет иметь пять этажей и общую площадь 2099 м². Корпус вместит театральный зал, литературное кафе, интерактивную библиотеку, лекционные залы, книжный магазин, хранилища и зимний сад. Завершить строительство планируется к 2021 году, когда будет отмечаться 200-летие со дня рождения Достоевского. Автором проекта стал архитектор Евгений Герасимов. Стоимость проекта оценивается примерно в 600 миллионов рублей. 26 мая 2018 года на Петербургском международном экономическом форуме губернатор Санкт-Петербурга Георгий Полтавченко и председатель фонда «Петербург Достоевского» Андрей Якунин подписали соглашение о реализации этого проекта.
Утверждённый проект нового корпуса музея вызвал критику со стороны ряда петербургских градозащитников, а также жителей близлежащих домов. Основные претензии сводятся к факту застройки на месте зелёных насаждений, а также к архитектурному облику будущего здания, которое, по мнению критиков проекта, дисгармонирует с исторической застройкой. В частности, заместитель председателя петербургского отделения ВООПИиК Александр Кононов утверждает, что новый корпус музея нарушит сложившуюся историческую среду, и тем самым только нанесёт ущерб мемориальной среде, связанной с жизнью Достоевского в этом месте. В Кузнечном переулке в апреле 2018 года проводились одиночные пикеты против строительства здания. Депутат Законодательного собрания Санкт-Петербурга Борис Вишневский заявил о недопустимости строительства «очередной коробки» на месте сквера в историческом центре города.

## Награды
- Благодарность Президента Российской Федерации (21 апреля 2022 года) — за вклад в подготовку и проведение мероприятий, посвящённых 200-летию со дня рождения Ф. М. Достоевского[38].
- Почётный диплом Законодательного Собрания Санкт-Петербурга (2 ноября 2011 года) — за выдающийся вклад в развитие культуры и музейного дела в Санкт-Петербурге, а также в связи с 40-летием со дня основания[39].